# Euptilon sinuatum
Euptilon sinuatum är en insektsart som först beskrevs av Philip J. Currie 1903.  
Euptilon sinuatum ingår i släktet Euptilon och familjen myrlejonsländor. Inga underarter finns listade i Catalogue of Life.